# Idiostrangalia contracta
Idiostrangalia contracta är en skalbaggsart som först beskrevs av Bates 1884.  Idiostrangalia contracta ingår i släktet Idiostrangalia och familjen långhorningar. Inga underarter finns listade i Catalogue of Life.